# 3時のつボッ!
『3時のつボッ!』（さんじのつボッ）は、2010年6月28日から2012年3月30日までテレビ愛知で放送された情報番組で、つボイノリオの冠番組。2011年4月4日放送分からは『3時のつボッ!〜ナゴヤ応援TV〜』と題して放送された。いずれもテレビ愛知本社1階ロビーからの生放送。

## 概要
毎週月曜から金曜の週5日間、午後の時間帯に生で放送されていた番組である。中京圏で平日昼の時間帯に帯番組が組まれるのは、東海テレビで14時台に放送されていた『すっぴんテレビ』以来約9年ぶりのことで、テレビ愛知としてはこれが開局以来初の試みとなった（ニュース番組やミニ番組を除く）。また、メインパーソナリティを務めたつボイにとっては、かつて中部日本放送（CBC）で放送されていた『週刊!しゅんワッチ』以来18年ぶりのテレビレギュラーとなった。

### 番組発足
番組の立ち上げは、テレビ愛知の編成部長・市川直彦が地元の放送局として地域に貢献できる情報発信をしたいという考えを各部署に持ちかけたことから始まった。そして、放送開始前の2010年5月に各部署横断のプロジェクトチームを立ち上げ、各部署の代表者たちが番組の企画を担当するというスタイルを採った。また、制作予算を補充すべく、それまで3年近く放送し続けてきた自社製作番組『ボニータ!ボニータ!! 〜名古屋ガールズコレクション〜』を同年3月28日に打ち切り、さらに各部署の予算を削って充てていた。番組プロデューサーの伊藤淳はつボイの起用について、「司会者としての存在感」と「ローカルの側面にこだわりたいため」と説明した。また、つボイ自身も「僕にとってはラストチャンス。人生でやり残したことをこの番組でやり遂げたい」と意気込みを語っていた。
テレビ愛知は本放送の開始前から、この番組の宣伝CMを昼夜問わずに大量に流していた。当初のCMでは番組タイトルを公表せずにつボイの顔写真だけを出し、つボイメインの生の番組を立ち上げることのみをアピールしていたが、2010年5月26日に報道発表を行ってからは、その他の出演者たちの告知も兼ねた番組タイトル入りのCMを放送するようになった。このほか、つボイが各地で挨拶回りをする模様を収めたミニ番組や、番組オープニングテーマの制作過程などに触れた特別番組も複数回にわたって放送していた。

### 本放送開始
以上のような広報活動を放送エリア内各地で精力的に行った後、番組は予定通り2010年6月28日に本放送を開始した。放送開始当初はつボイとテレビ愛知のアナウンサーたちをメインに据えつつも、SKE48や名古屋おもてなし武将隊といった地元密着型かつ旬のタレント勢を日替わりレギュラーに起用するというスタイルで話題作りに励んでいた。
しかし、番組はその後、2010年10月4日放送分をもってリニューアル。それまで日替わりレギュラーを務めていたタレント勢を降板させ、替わって彼らの役割を自社のアナウンサーたちに代行させるなど、一部内容の刷新が図られた。また、それまでは祝日にも番組の放送が行われていたが、以後は祝日の放送は無くなった。
番組は2011年4月4日放送分をもって再びリニューアルし、2度目のレギュラー陣大幅入れ替えを行うとともに番組全体の構成の見直しが図られた。このリニューアルでは、それまでつボイのアシスタントを務めてきた荒井千里が番組を離れ、替わってそれまで日替わりレギュラーの1人だった名越涼子がアシスタントを務めるようになった。また、これを機に番組タイトルロゴもスタジオセットも新しいものに差し替えられ、以後は「ナゴヤ応援TV」を副題に冠するようになった。「ウルトラ値切り隊」や「シェフのおうちごはん」といった視聴者参加型コーナーが誕生したのもこの時期で、これらは番組終了時まで続く人気コーナーとなった。
それから1年間はコーナー単位でのリニューアルがいくつかあったものの、おおむね安定した内容で放送されていた。しかし、番組は2012年3月16日放送分をもって突然本社スタジオからの生放送を終了。以後は3月19日から30日まで、過去に特集してきた内容の傑作選を放送するという形で終了した。その後、この『3時のつボッ!』に出演していたメンバーを再度起用した帯番組『山浦ひさしのトコトン!1スタ』が平日13時台でスタートした。

## 放送時間
いずれも日本標準時。当初はタイトル通りに15:00から放送されていたが、2011年10月以降は14:55からの35分枠で放送されるようになった。2010年11月22日放送分や2011年8月19日放送分のように、稀に14:30からの1時間枠や14:45からの45分枠で放送されることもあった。

### 3時のつボッ!
- 月曜 - 木曜 15:00 - 15:30、金曜 15:00 - 15:35 （2010年6月28日 - 2011年4月1日）

### 3時のつボッ!〜ナゴヤ応援TV〜
- 月曜 - 金曜 15:00 - 15:30 （2011年4月4日 - 2011年9月30日） - 金曜の放送枠が5分縮小し、全日30分枠となる。
- 月曜 - 金曜 14:55 - 15:30 （2011年10月3日 - 2012年3月30日） - 番組全体の放送枠が5分拡大し、全日35分枠となる。

## 出演者

### 司会
つボイノリオ
この番組のメインパーソナリティで、全期間にわたって出演していた。ただし、CBCラジオのリスナーツアーへの参加で休みを取ることもあった。2010年6月から12月までは「地元に眠る!?歴史ナゾナゾ巡り」のリポーターも兼任していたが、同コーナーの終了後は取材VTRには出演しなくなった。
荒井千里（当時テレビ愛知アナウンサー）
2010年6月から2011年4月までの出演者で、『3時のつボッ!』時代のメインアシスタントを務めていた。また、回によっては「3つボットピックス!」のリポーターを務めたり、期間限定コーナー「荒井千里のおすすめ夕食メニュー 愛iれしぴ!」で苦手な料理に挑戦したりすることもあった。
名越涼子（当時テレビ愛知アナウンサー）
2010年7月から2012年3月までの出演者。『3時のつボッ!』時代には金曜のレギュラーを務めていたが、荒井が番組を降板した後は彼女に替わってメインアシスタントを務めるようになった。なお、アシスタントへの昇格後も「教えて!街の情報誌」などでリポーターを務めることがあった。

### コメンテーター
原田さとみ
2010年6月から10月までの出演者で、金曜のレギュラーコメンテーターおよび同日の「金曜ぐらいイイじゃない!?ノリオとさとみのきょうは言わせてチョンマゲ!!」を担当していた。当初は荒井とともにH.I.S.のツアー宣伝企画「オーストラリア・ケアンズの旅」のロケに参加した関係で、番組放送開始から1週間は毎日VTR出演をしていた。
矢野きよ実
2011年4月から2012年3月までの出演者で、木曜と金曜のレギュラーコメンテーターを務めていた。番組放送開始直後の2010年6月29日放送分でも一度ゲストで訪れたことがある。

### プレゼンター（リポーター）
中西優香、出口陽（ともにSKE48）
2010年6月から9月までの出演者で、相澤とともに月曜の「SKEと相澤アナの年の差調査隊 どっちが旬!?」を担当していた。レギュラーを降板した後はしばらく番組に出演していなかったが、2010年11月22日に行われたドームうまいもんワールド開催会場（ナゴヤドーム）からの公開生放送1時間スペシャルで再登場を果たした。
相澤伸郎（テレビ愛知アナウンサー）
2010年6月から2012年3月までの出演者。2010年6月から2011年3月までは月曜のレギュラーを務めていたが、それ以降は特に担当曜日は決まっていなかった。2011年4月からはレギュラーコーナーの「3つボッ!突撃隊」を主に担当していた。
名古屋おもてなし武将隊
2010年6月から9月までの出演者で、クリスとともに火曜の「地元に眠る!?歴史ナゾナゾ巡り」を担当していた。毎回メンバーの中から1人が代表で出演していたが（特に豊臣秀吉役の男性が多く出演していた）、同年10月の番組リニューアルとともに出演休止状態に入った。その後、2011年7月中のみの期間限定コーナー「武将隊おススメ!夏のスタミナ料理」で再登場を果たした。
高木大介（テレビ愛知アナウンサー）
2010年6月から2012年3月までの出演者。2010年7月から2011年3月までは水曜の「男ダイスケが行く!旬の味をまるかじり!!」を、2011年4月から7月までは月曜の「ウルトラ値切り隊」を担当していたが、それ以外の期間においては特に担当曜日は決まっていなかった。スポーツアナウンサーであることから、テレビ愛知がスポーツ中継を行う日には現場からの中継出演をすることもあった。
もう中学生
2010年7月から2011年3月までの出演者で、木曜の「もう中学生のスゴい人がいたもんだねぇ〜」を担当していた。基本的に出演するのはこの取材VTRのみでスタジオ生出演は無かったが、2011年1月6日放送分でようやく生出演を果たした。また、同年3月最終週には火曜・水曜・木曜と立て続けに出演していた。
クリス・グレン
2010年7月から2011年3月までの出演者。当初は名古屋おもてなし武将隊のメンバーとともに火曜の「地元に眠る!?歴史ナゾナゾ巡り」を担当していたが、同コーナーの終了後は改野とともに同じく火曜の「歩いて発見!東海珍名所」を担当するようになった。
改野由佳（当時テレビ愛知アナウンサー）
2010年10月から2012年3月までの出演者。2011年1月から3月までは火曜のレギュラーを務めていたが、それ以外の期間においては特に担当曜日は決まっていなかった。2011年4月からはレギュラーコーナーの「3つボッ!突撃隊」を主に担当していた。
平松伴康
2011年4月から2012年3月までの出演者。2011年5月までは月曜の「3つボッ!特報」を担当していたが、同年6月からは金曜の「3つボッ!特報」を担当するようになった。宮本のレギュラー出演が決まるまでの間は、月曜の「ウルトラ値切り隊」も兼任していた。
水城あやの
2011年4月から2012年3月までの出演者。2011年12月第3週目までは火曜の「3つボッ!特報」を担当していたが、第4週目からは水曜の「3つボッ!特報」を担当するようになった。宮本のレギュラー出演が決まるまでの間は、月曜の「ウルトラ値切り隊」も兼任していた。
山浦ひさし
2011年4月から2012年3月までの出演者。2011年12月第3週目までは水曜の「3つボッ!特報」を担当していたが、第4週目からは火曜の「3つボッ!特報」を担当するようになった。宮本のレギュラー出演が決まるまでの間は、月曜の「ウルトラ値切り隊」も兼任していた。
菊池優（当時テレビ愛知アナウンサー）
2011年7月から2012年3月までの出演者。当初はレギュラーコーナーの「3つボッ!突撃隊」ほか様々なコーナーを担当していたが、2012年1月からは「まいにちライブ」を担当するようになった。同コーナーの担当になって以来、月曜以外の週4日間毎日中継出演していた。
宮本忠博
2011年9月から2012年3月までの出演者で、番組が終了するまで一貫して月曜の「ウルトラ値切り隊」を担当していた。なお、宮本は番組の放送時間中に流れるローカルCMにもいくつか出演していた。
中川ひろき
2012年1月から3月までの出演者。改野に替わって木曜の「3つボッ!特報」を担当していたが、番組打ち切りの影響で出演期間は2か月にも満たなかった。

### その他の主な出演者
プリマベーラ
2010年6月から2011年4月までの出演者で、レギュラーコーナーの「プリマベーラ マジック天気予報」を担当していた。当初は月曜から金曜まで全日出演していたが、2010年10月からは水曜・木曜・金曜のみに出演するようになった。また、当初はMIO・RINA・CHIKA・KUMI・HIRO・SUMINA・YUZUKIの7人が輪番出演していたが、週3日出演になってからはMAI・KAORI・AKANEの3人が出演するようになった。
中本克樹（テレビ愛知アナウンサー）
不定期出演者で、出演時には不定期コーナーの「3つボッ!NEWS」を担当していた。2010年10月4日放送分で一度出演をした後、2011年4月18日放送分からたびたび登場するようになった。
兵藤ゆき
2011年3月までの時点で最も出演回数が多かったゲスト。つボイがCBCラジオのリスナーツアーへの参加で休んでいた回と、原田がアフリカへの渡航で休んでいた回では彼らのピンチヒッターを務めた。また、2011年3月22日放送分では改野に代わって火曜の「歩いて発見!東海珍名所」に出演した。

## スタッフ
放送開始当初はエンディングのスタッフロールでディレクターほか主要スタッフ全員の名前を表示していたが、後に衣装協力と技術協力のみを表示するようになった。
- 構成 - 池野範子
- 制作協力（技術協力） - アイプロ、TVAオペレーションズ
- ディレクター - 二ノ宮拓郎、和田仁、伊藤芳典、本保和也、今井智久ほか
- プロデューサー - 伊藤淳
- チーフプロデューサー - 大矢明人
- 総合演出 - 石黒裕己
- 制作著作 - テレビ愛知

## コーナー
このうち、番組終了時に行われていたコーナーは「3つボッ!特報」「3つボッ!突撃隊」「まいにちライブ」「ウルトラ値切り隊」「シェフのおうちごはん」の5コーナーである。エンディングでは「あすの天気」「視聴者からのお便り紹介」の2コーナーを実施していた。

### オープニングのコーナー
3つボッ!プレイバック
番組の冒頭で行われていたスタジオ生コーナーで、名越が放送日当日と同じ日に東海3県各地で起きた過去の出来事を当時のヒット曲とともに紹介していた。2011年6月から12月まで行われていたが、次第にこの時間を使って旬の話題を伝えるようになり（こちらは固有コーナー名無し）、コーナーが完全廃止された後は毎回旬の話題のみを伝えるようになった。

### レギュラーコーナー
3つボッ!NEWS
テレビ愛知のアナウンサーもしくは報道記者たちがその日の最新ニュースを伝えていたVTRコーナー。2010年7月から番組終了時まで行われていたが、2011年7月からは固有コーナー名無しの状態で行われるようになった。当初のコーナータイトルは「NEWSのつボッ!」で、その当時はつボイと荒井が中日新聞夕刊に掲載される記事を紹介しながら自身の見解を述べあうスタジオ生コーナーだった。
3つボッ!特報
リポーターが自ら現地まで行って取材してきたVTRを使いながら旬の話題を伝えていたVTRコーナーで、リポーターは主に平松たちタレント勢が務めていた。元々はテレビ愛知のアナウンサーたちが担当していたコーナーで、その当時は「興味のつボッ!」と題して行われていた。また、2010年10月から2011年3月までは「3つボットピックス!」と題して行われていた。
3つボッ!突撃隊
リポーターが自ら現地まで行って取材してきたVTRを使いながら旬の話題を伝えていたVTRコーナー。リポーターは主にテレビ愛知のアナウンサーたちが務めていたが、2011年8月16日放送分のように番組ディレクターが取材を代行することもあった。このコーナーの内容は元々は前述の「3つボッ!特報」が担っていたもので、2011年6月に同コーナーから分家派生する形でこのコーナーが誕生した。
武将隊おススメ!夏のスタミナ料理
2011年7月第2週目のみに行われた期間限定のVTRコーナーで、名古屋おもてなし武将隊のメンバーがお供の陣笠隊から薦められた店のスタミナ料理を味わう模様を放送していた。飲み物には、当時武将隊がコラボレーションしていたトリスハイボールが出されていた。
まいにちライブ
リポーターが大須商店街や円頓寺本町商店街などを訪れ、現地に店を構える経営者にクイズを出題していた生中継コーナー。正答者にはコーナー実施中に店のPRをする時間が与えられるが、答えられなかった場合には店の商品を視聴者プレゼントに提供するというルールで行われていた。2011年12月から番組終了時まで実施（不定期 → 火曜・水曜・木曜・金曜）。当初はテレビ愛知のアナウンサーたちが輪番でリポーターを務めていたが、2012年1月からは菊池が専属で担当するようになった。

### 日替わりコーナー
SKEと相澤アナの年の差調査隊 どっちが旬!?
中西と出口のSKEチームと相澤が東海3県各地の観光スポットやグルメスポットを紹介しあい、そのリポート内容の優劣で競いあっていたVTRコーナー。2010年6月から9月まで実施（月曜）。
地元に眠る!?歴史ナゾナゾ巡り
リポーターが東海3県各地の歴史を探りに奔走する模様を放送していたVTRコーナー。2010年6月から12月まで実施（火曜）。当初はつボイ・クリス・名古屋おもてなし武将隊のメンバーがリポーターを務めていたが、同年10月からはつボイ・クリス・高木・改野が担当するようになった。
男ダイスケが行く!旬の味をまるかじり!!
高木が東海3県各地の美味しい食材を収穫・捕獲する模様を放送していたVTRコーナー。2010年7月から2011年3月まで実施（水曜）。
もう中学生のスゴい人がいたもんだねぇ〜
もう中学生が様々な分野の達人たちを探し求めて東海3県各地を旅する模様を放送していたVTRコーナー。2010年7月から2011年3月まで実施（木曜）。
金曜ぐらいイイじゃない!?ノリオとさとみのきょうは言わせてチョンマゲ!!
つボイと原田がこの1週間にあった様々なニュースについて自身の見解を述べあっていたスタジオ生コーナー。2010年7月から10月まで実施（金曜）。
お値打ちのつボッ!
相澤が東海3県各地の店や施設が提供する目玉商品をリポートしていたVTRコーナー。2010年10月から2011年3月まで実施（月曜）。
お出かけのつボッ!
名越が東海3県もしくは東海3県から少し離れた場所にある観光スポットをリポートしていたVTRコーナー。2010年10月から2011年4月まで実施（金曜）。
歩いて発見!東海珍名所
クリスと改野が東海3県各地の名所を散歩するという名目でリポートしていたVTRコーナー。2011年1月から3月まで実施（火曜）。
荒井千里のおすすめ夕食メニュー 愛iれしぴ!
荒井がカロリー計算の下に考案された夕食メニューをマスターすべく、特別講師に迎えた栄養士から教わりながらそれらを作っていたVTRコーナー。2011年3月から4月まで実施（金曜）。
ウルトラ値切り隊
リポーターが東海3県各地のスーパーマーケットを訪れ、その店が折込チラシに掲載した特売品のさらなる値引きに挑戦していた生中継コーナー。値引き額は、来店客が店内設置のルーレットに対して行う射的によって決められていた。2011年4月から番組終了時まで実施（主に月曜、祝日で放送が無い週には火曜）。当初は高木がリポーターを務めていたが、同年7月第3週目からは平松たちタレント勢も輪番参加するようになり、そして9月からは宮本が専属で担当するようになった。
きら☆ママリレー
精力的な活動に取り組む東海3県在住の主婦をスタジオに招き、自身の活動内容を語ってもらっていたスタジオ生コーナー。2011年4月から5月まで実施（火曜）。
つボイ&矢野 3分相談
つボイと矢野が視聴者から寄せられた悩み事相談に対し、各々がベストだと思う解決策を手持ちのフリップに書いて提示していたスタジオ生コーナー。2011年4月から6月まで実施（金曜 → 木曜不定期）。
教えて!街の情報誌
名越または改野が地元のタウン情報誌の編集者が推薦する飲食店を訪れ、その店が売りにしているメニューをリポートしていたVTRコーナー。2011年4月から7月まで実施（不定期 → 木曜不定期）。
シェフのおうちごはん
視聴者から寄せられた料理に関する悩みを解決すべく、リポーターが高級料理店や有名ホテルのシェフを連れて各家庭を訪問していたVTRコーナー。2011年4月から番組終了時まで実施（不定期 → 隔週火曜 → 隔週水曜）。当初は改野がリポーターを務めていたが、同年11月からは水城が専属で担当するようになった。

### エンディングのコーナー
プリマベーラ マジック天気予報
エンディングの1つ前のパートで行われていたコーナーで、毎回プリマベーラのメンバーの中から代表者1人がつボイたちの前でマジックを披露していた。そして、その後に荒井が伝える気象情報へ繋げるという形を取っていた。2010年6月から2011年4月まで実施（毎日 → 水曜・木曜・金曜）。当初のコーナータイトルは「プリマベーラS マジック天気予報」で、その当時は2人ずつが出演していた。
あすの天気
エンディング中に行われていたコーナーで、荒井もしくは名越が放送日翌日の気象情報と週間の気象情報を伝えていた。前述の「プリマベーラ マジック天気予報」が週3日間にまで減らされたことを受けてスタートしたもので、当初は月曜と火曜に行われていた。そして、同コーナーが完全廃止された後は替わってこのコーナーがレギュラー化した。2011年6月からはお便り紹介の時間を確保するために一時コーナーを休止していたが、同年10月の放送枠拡大を機に再開した。
視聴者からのお便り紹介
同じくエンディング中に行われていたコーナーで、つボイが視聴者から寄せられたお便りを紹介していた。2010年6月から行われていたが、前述の「あすの天気」とその日の共演者たちとのトークに時間を取られて終わることが多かったため、2011年6月からは「あすの天気」を休止させた上で行われるようになった。
つボイのココがつボッ!
提供クレジットの表示直後に行われていたミニコーナーで、つボイがその日の内容をまとめた一言を巻物に記し、それを読み上げてラストを締めくくっていた。2010年6月から2011年4月まで実施。2010年10月まではエンディング中に行われていた。

## 主題歌・挿入歌

### オープニングテーマ
- 炊事 洗濯 3時のつボッ![注 5]（つボイノリオ・荒井千里）

### マジック天気予報テーマ曲
- 毎日がキセキ! （プリマベーラS、2010年7月第4週目まで）
- あきらめないで 〜ALL YOUR DREAM〜（プリマベーラS、2010年7月第5週目以降）
- 夢の扉 -DREAM GATE- （プリマベーラ）

### ウルトラ値切り隊テーマ曲
- M3 （『帰ってきたウルトラマン』ミュージックファイル）
- ウルトラマンの歌（『ウルトラマン』オープニングテーマ）

### シェフのおうちごはんテーマ曲
- レッツプレイ!プリキュアモジュレーション（『スイートプリキュア♪』オリジナル・サウンドトラック1、CM入り前のコーナー予告BGM）
- アイネ・クライネ・ナハトムジーク第1楽章（ヴォルフガング・アマデウス・モーツァルト、コーナージングル）
- Show Me Your Firetruck （『バックドラフト』オリジナル・サウンドトラック、シェフ紹介BGM）

### エンディングテーマ
- MOTTAINAI （クレイジーケンバンド、2010年6月 - 2010年10月）
- ぼくのオンリーワン（山崎まさよし、2010年10月 - 2010年12月）
- 走る人（カラーボトル、2011年1月 - 2011年4月）
- FAR CALL （平賀マリカ、2011年4月 - 2011年12月）
- KISS OF LIFE （樹里からん、2012年1月 - 2012年3月）